# Book of Durrow

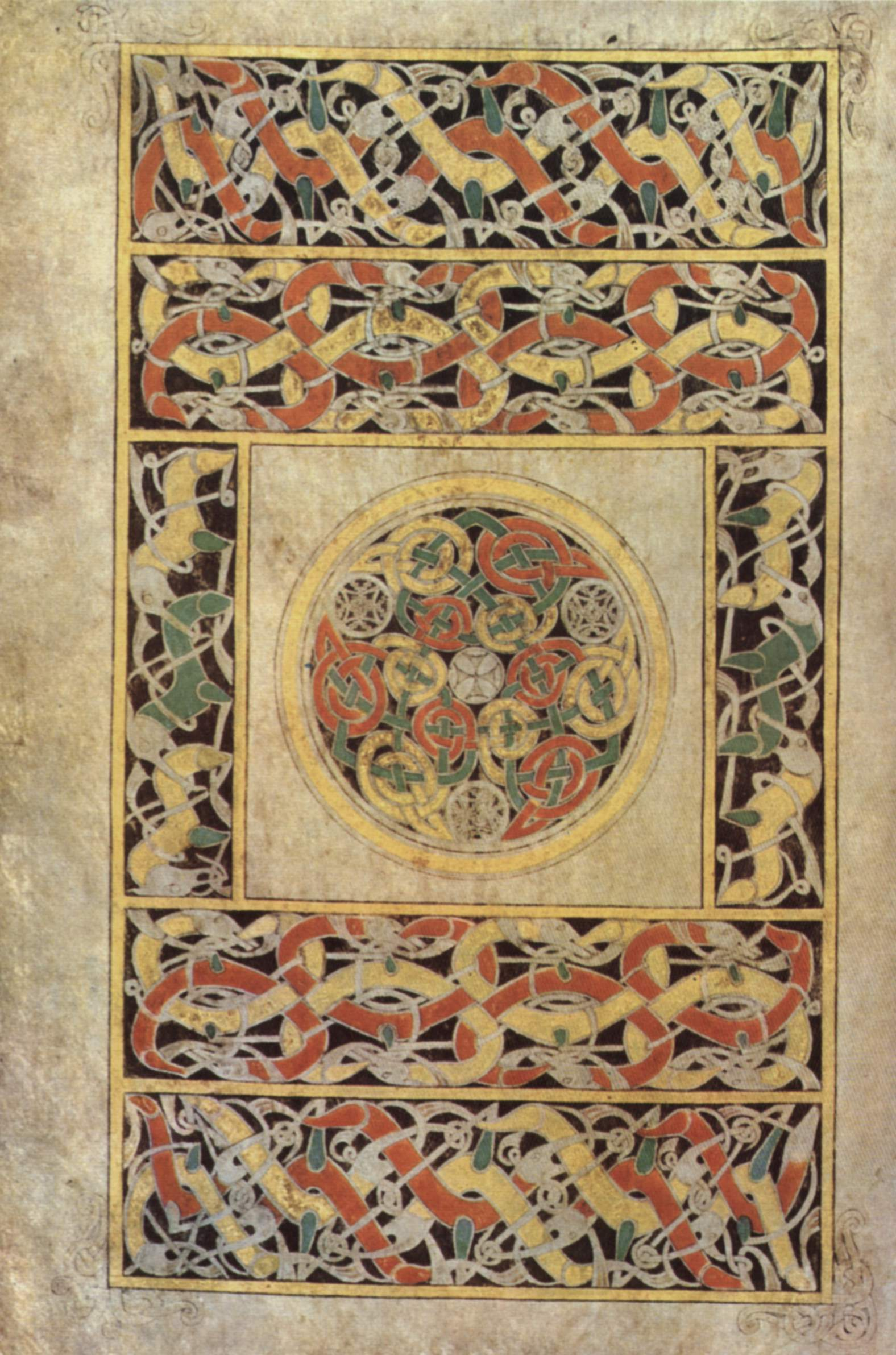
Book of Durrow, f192v,Tapijtbladzijde met dierfiguren in het weefpatroon

Het Book of Durrow (Codex Usserianus I; Dublin, Trinity College Library, MS A. 4. 15. (57)) is een 7e-eeuws verlucht manuscript, geschreven en gedecoreerd in de insulaire stijl. Het is het oudste bewaarde evangeliarium dat volledig geïllustreerd werd in de Hiberno-Saksische of insulaire stijl.

## Geschiedenis
Over de exacte oorsprong van het manuscript zijn de kunsthistorici het tot op heden niet eens geworden. Volgens sommigen werd het gemaakt in de abdij van Durrow die gelegen was bij het huidige Tullamore in County Offaly in Ierland. De originele naam van de plek was “Daru” wat “de vlakte van de eiken” betekende, het is trouwens nu nog de locatie van een aantal zeer oude eiken (pre-middeleeuws?). Anderen opteren voor Northumbria in Noord-Engeland, of voor het eiland Iona in de Schotse Binnen-Hebriden. Het colofon in het handschrift op f9r zegt dat het werd geschreven door de heilige Columba (Iers: Colum-Kille) in twaalf dagen, maar dat moet men waarschijnlijk niet te letterlijk nemen, deze uitsprak had waarschijnlijk voornamelijk als doel het aanzien van het boek te vergroten. Onderzoek in de jaren tachtig van vorige eeuw heeft trouwens aangetoond dat de naam van de kopiist werd weggeschraapt en vervangen door "colum". Op basis van gelijkenissen in de tekst met het Book of Kells is men geneigd te kiezen voor Iona maar de stilistische vergelijking van de decoratie wijst dan weer meer naar het zuidoosten van Engeland. Volgens Martin Werner is de illustratie op f1v en f2r met een tapijtbladzijde met een kruis tegenover een bladzijde met een kruis in vlechtwerk en de vier evangelistensymbolen waarschijnlijk geïnspireerd door het "De loctis sanctis" (over de heilige plaatsen), een beschrijving van een pelgrimstocht van de hand van Adomnan, de negende abt van Iona. Dit zou dan weer wijzen voor Iona als plaats waar het handschrift ontstond omstreeks 685.
Ook over de datering lopen de meningen enigszins uiteen, maar algemeen wordt nu aangenomen dat het boek ontstond tegen het einde van de zevende eeuw. Een van de moderne argumenten voor een ontstaan in de late zevende eeuw is de analogie van de versieringen in het handschrift met het versierde metaalwerk dat werd teruggevonden in de Sutton Hoo begraafplaatsen uit de 6e en 7e eeuw in Suffolk. Sinds de ontdekking van de Schat van Staffordshire in 2009 is het onderzoek naar de overeenkomsten van de oude handschriften in de Insulaire stijl met het materiaal uit de schat volop aan de gang wat er toe zou kunnen leiden dat de datering in de toekomst nog herzien zal worden..
Wat er ook van zij, ten laatste in de tiende eeuw bevond het handschrift zich in Ierland in de abdij van Durrow, want toen werd de eerste bekende Cumdach (schrijn voor boeken) gemaakt om het Book of Durrow in te bewaren en te beschermen, in opdracht van de Ierse koning Flann Sinna (879-916). Hierover is in het boek zelf een notitie uit 1677 te vinden die later met het boek werd ingebonden as folium IIv. De cumdach ging verloren in het Trinity College in 1689 tijdens een bezetting door legereenheden.
Na de opheffing van de kloosters in het midden van de zestiende eeuw (1536-1541) kwam het boek terecht bij een lokale familie, de MacGeoghegans, die het bewaarden. Het is over die tijd dat het verhaal verteld wordt dat een van de MacGeoghegans het boek, of alleszins een deel ervan, in water doopte om “heilig water” te maken om daarmee zijn koeien te genezen. De watervlekken zijn nog altijd zichtbaar. James Ussher die van 1621 tot 1623 bisschop was van Meath zou het boek bestudeerd hebben. Henry Jones die vice-kanselier was aan het Trinity College schonk het handschrift aan die instelling toen hij op zijn beurt de protestantse bisschop was van Meath tussen 1661 en 1682.

## Beschrijving
Het Book of Durrow bestaat uit 248 folia van 245 × 145 mm in vellum, perkament gemaakt van kalfshuid. Het is geschreven in het Latijn. De bladspiegel is onregelmatig en varieert tussen de 22 lijnen en bladzijden waar bijna de ganse ruimte is gevuld met tekst. Het werd geschreven in een Insulaire majuskel, afgeleid van de half-unciaal. Het manuscript is herhaaldelijk herbonden en daarbij zijn folia van plaats verwisseld. Het evangelie van Mattheus bijvoorbeeld heeft in de actuele volgorde geen tapijtbladzijde terwijl de laatste bladzijde van het manuscript een tapijtbladzijde is, wat hoogst ongebruikelijk is. De meeste folia in het boek zijn geen bifolia, wat normaal altijd het geval was, maar enkelvoudige folia, ze werden dus waarschijnlijk bij de opeenvolgende inbindingen ernstig getrimd. Hier en daar zijn er ook folia die ontbreken. Het boek werd in 1954 opnieuw ingebonden door Roger Powell.

## Inhoud
De tekst bevat de vier evangeliën volgens Mattheus, Marcus, Lucas en Johannes in de traditionele volgorde van de Vulgaat. Volgens de geschriften van Adomnán (628-704), de negende abt van de abdij van Columba op Iona, waren de werken van Hiëronymus bekend en bestudeerd in de abdijen van Columba in zijn tijd zodat de concordantie met de Vulgaat normaal lijkt. Het is wel opmerkelijk dat de keuze van de evangelistensymbolen dan weer niet aan die van Hiëronymus beantwoordt.
Naast de vier evangeliën bevat het boek de Novum opus, de brief van Hiëronymus aan paus Damasus, over zijn Bijbelvertaling, zo genoemd naar de eerste twee woorden ervan. Verder zij er de breves causae, de samenvattingen van de evangeliën en de argumenta, korte biografieën van de evangelisten en een verklarende lijst met Hebreeuwse namen. Ook de Canons van Eusebius die het de gebruiker van een evangeliarium makkelijk maken om de parallelle teksten in de vier evangeliën op te zoeken zijn opgenomen.

## De evangelistensymbolen
In latere handschriften vindt men meestal de evangelistensymbolen terug zoals ze beschreven werden door Hiëronymus namelijk de man of de engel voor Mattheus, de leeuw voor Marcus, het rund voor Lucas en de adelaar voor Johannes. Hier zijn de symbolen voor Lucas en Johannes omgewisseld. Johannes wordt verzinnebeeld door de leeuw en Marcus door de adelaar. Dit gaat terug op de geschriften van Ireneüs, bisschop van Lugdunum (Lyon) in de tweede eeuw, die ze beschrijft zoals ze hier gebruikt worden.
Symbolen van de evangelisten in het Book of Durrow

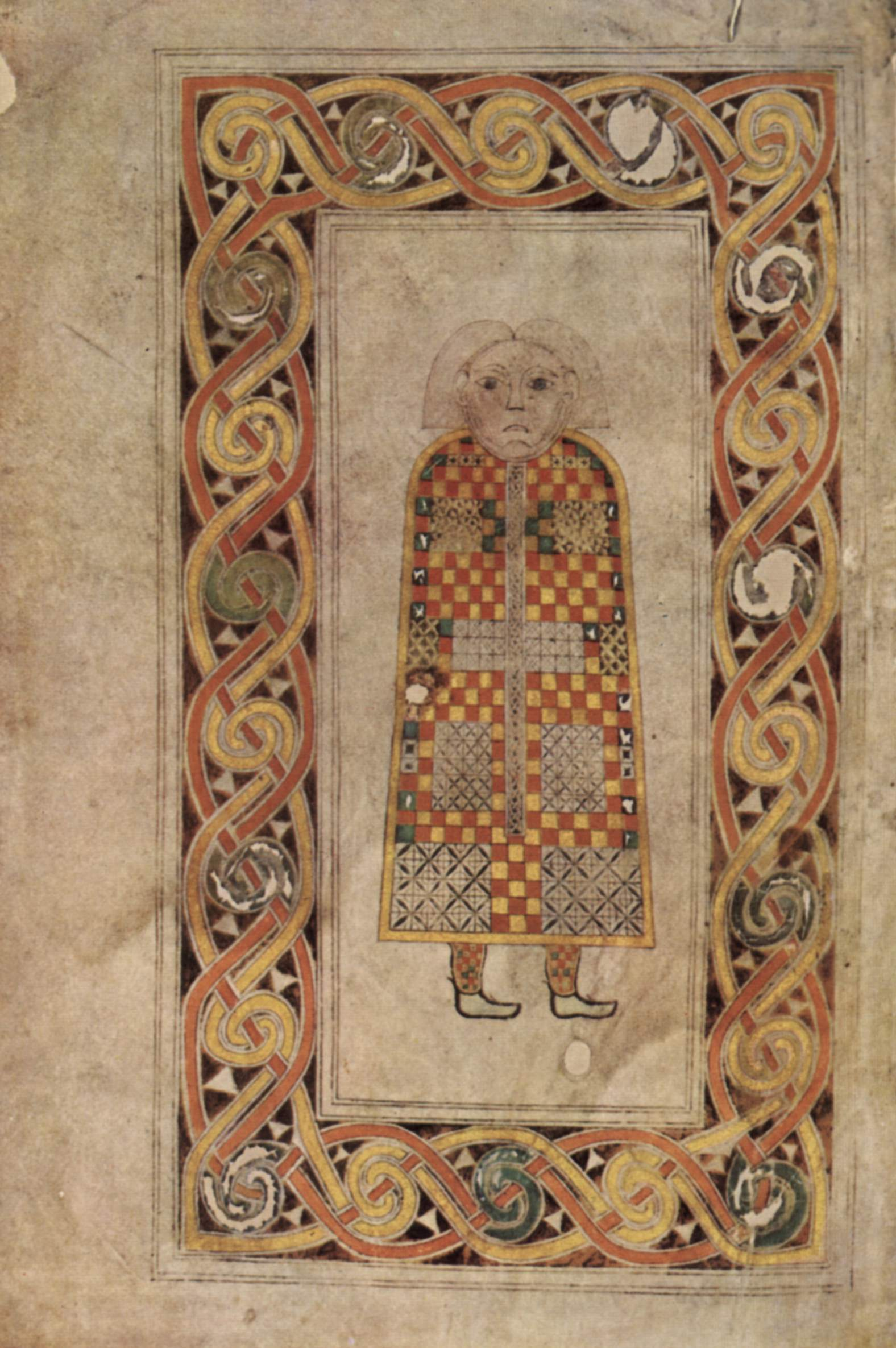
Man - Mattheus
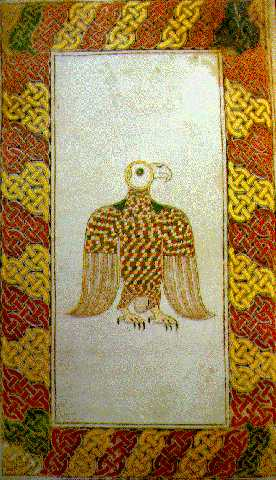
Adelaar - Marcus
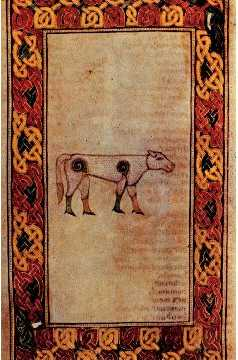
Rund - Lucas
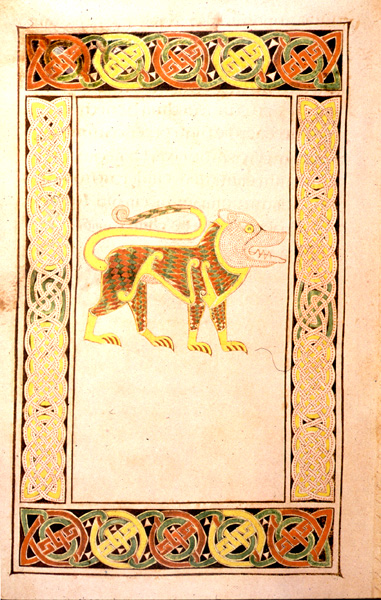
Leeuw - Johannes

## Verluchtingsprogramma
In het Book of Durow wordt elk evangelie voorafgegaan door een afbeelding van het symbool van de evangelist. Op de daaropvolgende verso volgt een tapijtbladzijde en daartegenover begint dan de tekst van het evangelie waarvan het begin is uitgewerkt met versierde initialen van afnemende grootte wat men diminuendo noemt. Een voorbeeld hiervan kan men zien in de afbeeldingen hieronder die het begin van het Marcus evangelie illustreren.
Verluchtingsprogramma vóór elk van de evangeliën

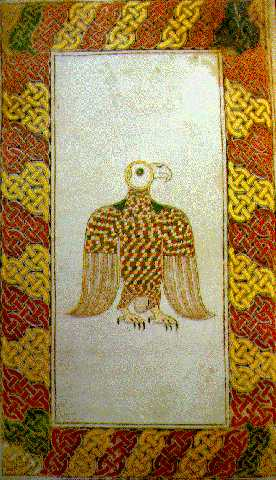
Symbool voor de evangelist Marcus f84r
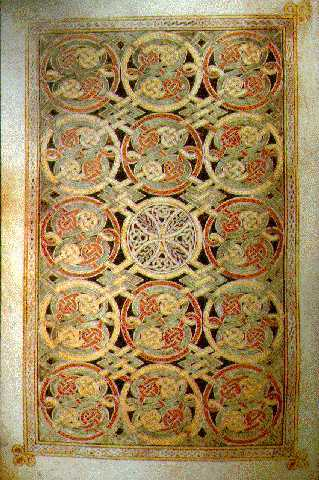
Tapijtbladzijde van het Marcus evangelie f85v
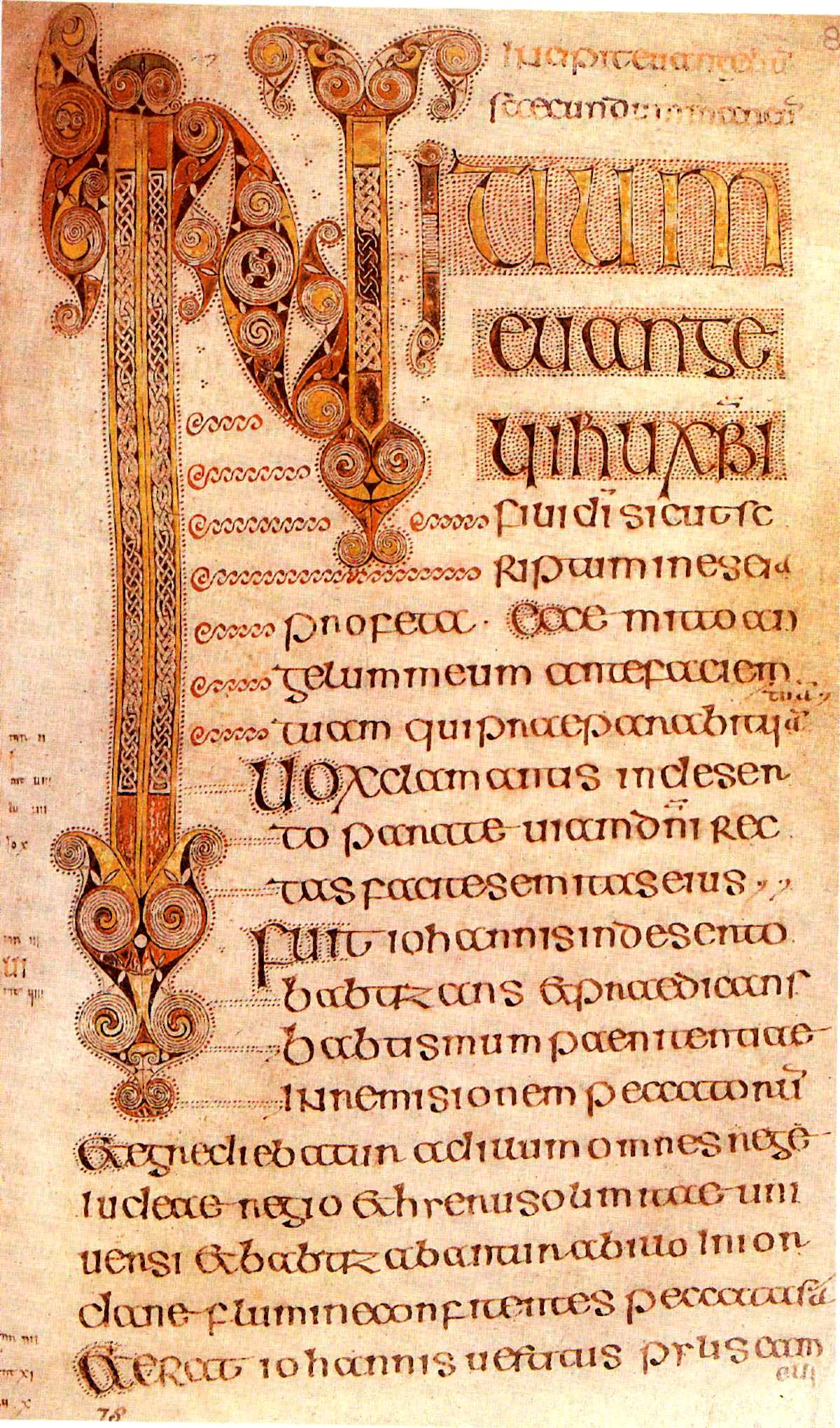
Incipit van het Marcus evangelie f86r

De tapijtbladzijde ontbreekt bij het Mattheus evangelie, maar waarschijnlijk moet hier het folium komen dat nu als laatste blad van het boek is gebruikt. Voor het overige schijnen er geen lacunes te zijn in de verluchting van het handschrift.
In het Book of Durrow vinden we het eerste overgeleverde voorbeeld van een tapijtbladzijde met een kruis in het midden (fol.1v) met er recht tegenover (f2r) een bladzijde waar de vier evangelistensymbolen worden afgebeeld in de vier kwadranten van een kruis, eveneens de eerste overgeleverde afbeelding van dit thema in de insulaire kunst.
Daarnaast zijn er nog grote uitgewerkte initialen in het Mattheus evangelie na de genealogie van Christus (een uitgewerkte Chi-Rho) en in de sectie fuit in diebus Herodis na de proloog van Sint Lucas.
Hetzelfde verluchtingsschema is terug te vinden in de Lindisfarne-gospels en in het Book of Kells en in talrijke andere evangeliaria zowel in Northumbria als in continentaal Europa waar de Ierse monniken naartoe trokken als missionarissen.

## Stijlkenmerken
Al zijn de kunsthistorici het niet eens over de herkomst van het manuscript, dan is wel iedereen het eens dat het boek stamt uit de school van Ierse verluchtingskunst die was ontstaan in de abdijen gesticht door Columba. De stijl heeft zijn wortels in de kunst van de La Tène cultuur of Keltische kunst. Het verluchtingsprogramma dat gebruikt werd voor de evangeliën, maar ook voor de introductieteksten lag waarschijnlijk al vast voor de productie van het Book of Durrow, zoals hierboven al vermeld.

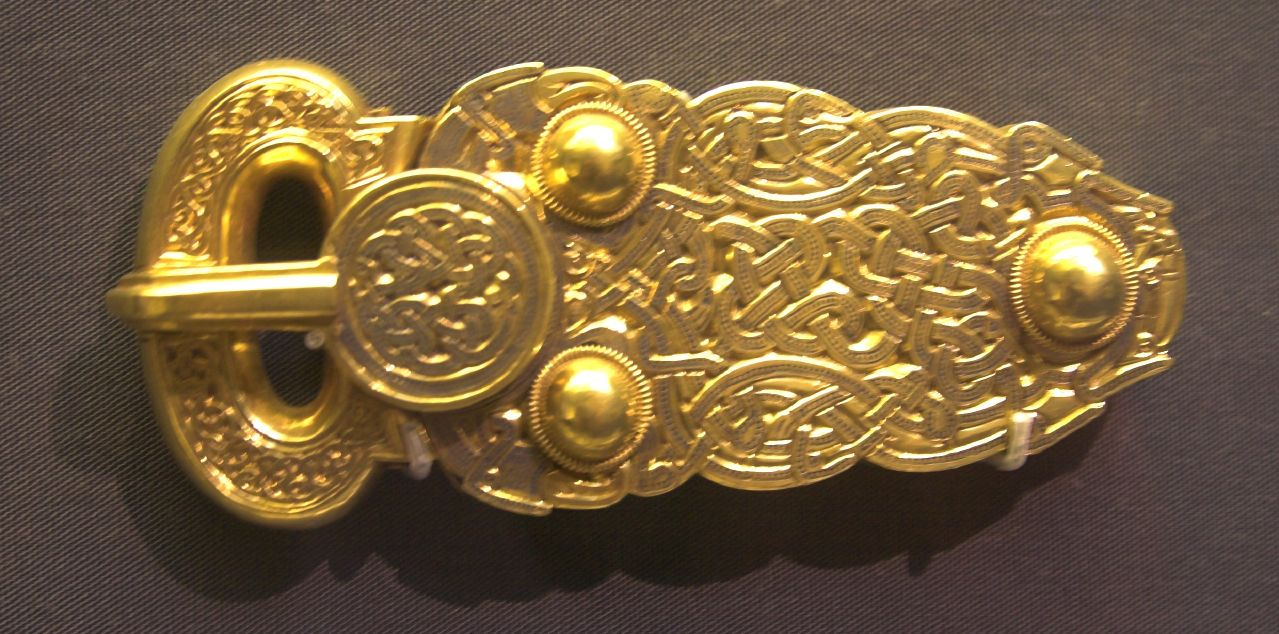
Grafvondst uit Sutton Hoo, gesp

De illustraties in het manuscript bestaan uit Keltische knopen, gevlochten banden, spiralen, Ierse triskeles met drie samengevoegde spiralen, allemaal afgeleid van de Keltische goudsmeedkunst. Op folium 192v wordt het weefwerk niet uitgevoerd met banden maar met dierfiguren een typisch Germaans patroon, maar de dieren zijn naturalistischer afgebeeld dan dat in vergelijkbare Germaanse kunst het geval is. Anderen zien ook Pictische invloeden in de verluchting, vooral in de afbeeldingen van dieren.